# 谢邦治
谢邦治（1916年—2008年1月28日），男，黑龙江五常人，中华人民共和国政治人物、外交官。

## 生平
1959年，调任上海交通大学校长兼党委书记。1962年，担任中华人民共和国驻保加利亚大使。1969年，接替陈枫担任中华人民共和国驻阿富汗大使。1973年，由甘野陶接任。1979年，任中华人民共和国驻芬兰大使。